# Ophrys splendida
Ophrys splendida is een Europese orchidee. Het is een soort die, zoals de naam laat uitschijnen, opvalt door zijn voor een spiegelorchis hevige kleuren.
De soort is endemisch in de Franse Provence.

## Naamgeving enetymologie
- Synoniemen: Ophrys exaltata subsp. splendida (Gölz & H.R.Reinhard) R.Soca (2002), O. arachnitiformis auct. non Grenier & Philippe
- Frans: Ophrys brillant

De botanische naam Ophrys is afkomstig van Oudgrieks ὀφρῦς, ophrus en betekent ‘wenkbrauw’, wat zou moeten slaan op de behaarde lip. De soortaanduiding splendida is afkomstig van het Latijnse splendidus (schitterend), naar de opvallende kleuren van de bloem.

## Kenmerken

### Habitus
Ophrys splendida is een overblijvende, niet-winterharde plant, tot 25 cm hoog, stevig gebouwd, met vier tot zes middelgrote, helder gekleurde bloemen in een ijle aar.

### Bloemen
De bloemen zijn tot 23 mm groot, met witte, roze of bleekpaarse, elliptische kelkbladen met groene nerven. De bovenste kroonbladen zijn relatief kort en breed langwerpig van vorm, middenin wit tot roze met gele, oranje of groene, gegolfde en licht teruggebogen randen.
De lip is tot 12 mm lang, ongedeeld, convex, ovaal, roodbruin gekleurd met lichtere, fluweelachtig behaarde randen en geel- tot groenachtige zijkanten, die soms naar binnen gebogen en dan onzichtbaar zijn. Het speculum is een eenvoudige Π- of H-vorm, blauw of violet gekleurd met een smalle witte rand. Het basaal veld heeft dezelfde kleur als de lip. Er is een zeer klein afhangend aanhangseltje in een V-vormige inkeping van de lip. Het gynostemium draagt een korte bek.
De bloeitijd is van midden april tot en met mei.

## Voortplanting
Ophrys splendida wordt bestoven door zandbijen van het geslacht Andrena, vooral Andrena squalida.
Voor details van de voortplanting, zie spiegelorchis.

## Habitat
Ophrys splendida geeft de voorkeur aan kalkrijke, vochtige tot droge bodems op zonnige of halfbeschaduwde plaatsen, zoals kalkgraslanden, garrigues en lichte naaldbossen. In middelgebergtes komt de soort voor tot op hoogtes van 600 m.

## Verspreiding en voorkomen
Het verspreidingsgebied van Ophrys splendida is beperkt tot de Franse Provence, van Bouches-du-Rhône tot Alpes-Maritimes.
Binnen dit gebied komt ze slechts plaatselijk voor.

## Verwantschap en gelijkende soorten
Ophrys splendida wordt binnen het geslacht Ophrys in een sectie Araniferae geplaatst samen met enkele zeer gelijkende soorten, zoals de spinnenorchis (O. sphegodes), O. passionis, O. provincialis en O. arachnitiformis.
Ze kan van deze soorten onderscheiden worden door de witte tot roze kelkbladen en tweekleurige kroonbladen, en door de ovale, ongedeelde bloemlip met een gele of groene rand.

## Bedreiging en bescherming
Ophrys splendida is in Frankrijk beschermd in de regio Languedoc-Roussillon.
De soort heeft erg te lijden onder de urbanisatie en de verbossing van zijn biotopen.